# Giovan Domenico Vinaccia

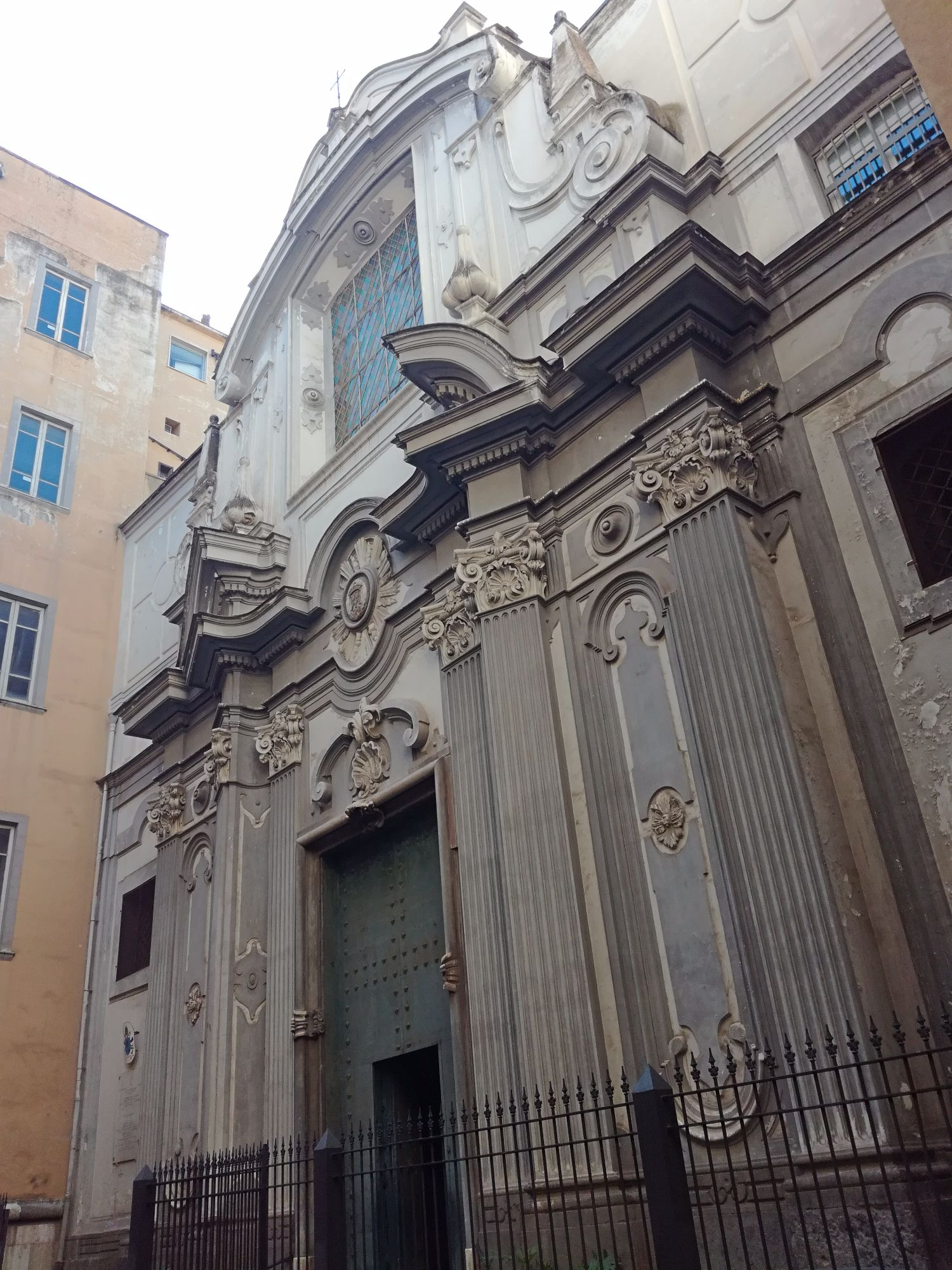
Fachada del Gesù Vecchio

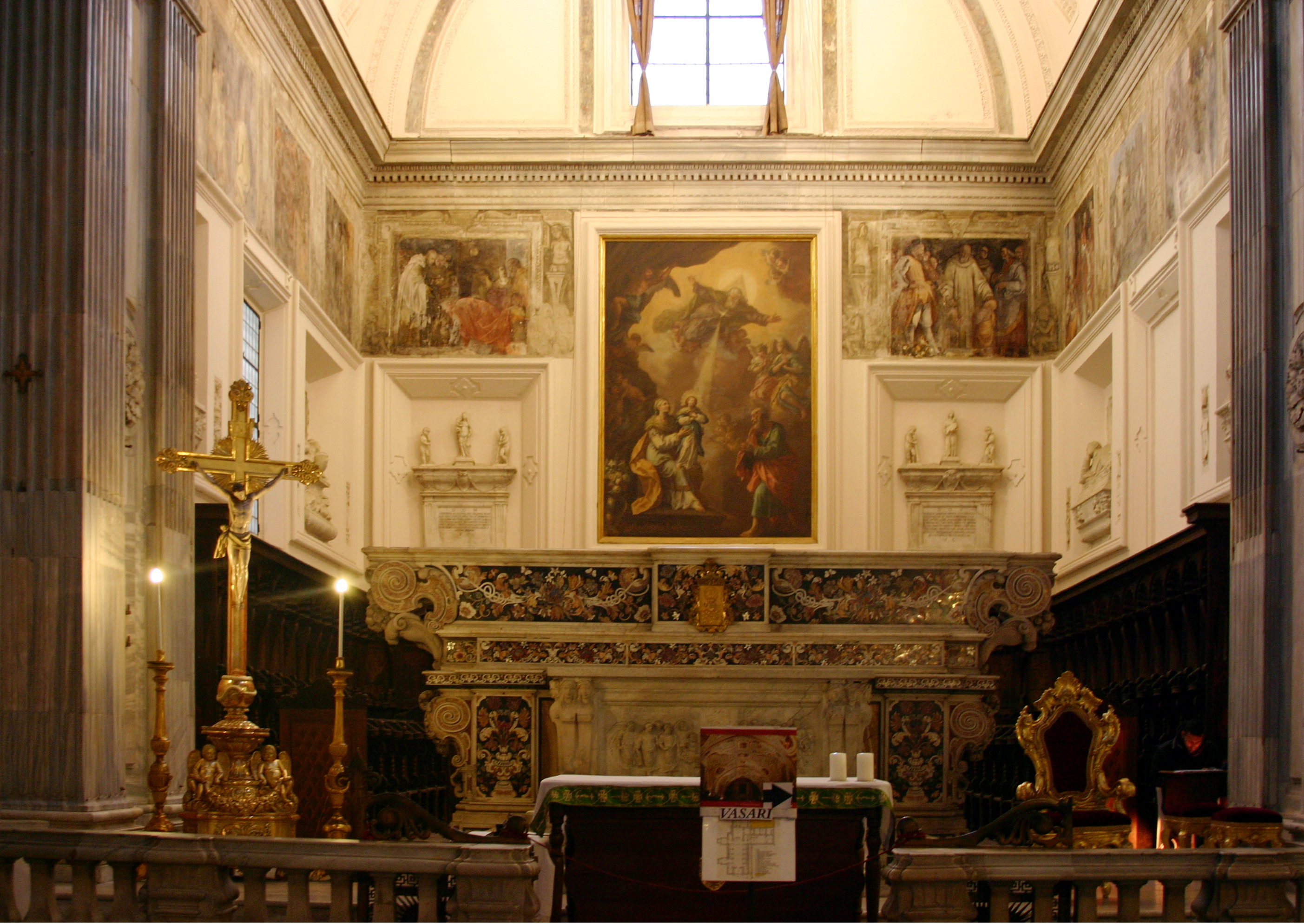
Altar de Monteoliveto

Giovan Domenico Vinaccia (13 de marzo de 1625, Massa Lubrense-julio de 1695, Nápoles) fue un arquitecto, orfebre, ingeniero y escultor italiano.

## Vida y obra
Él aprendió escultura y arquitectura con Dionisio Lazzari. Su primera obra independiente que se conserva fue la sillería del coro de San Pedro y Aram, de 1661.Tres años más tarde realizó el altar mayor de la Capilla Real del Tesoro de San Jenaro en la Catedral de Nápoles, que muestra al arzobispo Alessandro Carafa, que había traído las reliquias de San Jenaro a Nápoles. También realizó relicarios para la Iglesia del Gesù Nuovo y diseñó otro retablo mayor en Sant'Anna dei Lombardi, aunque este último en realidad fue tallado por los hermanos Ghetti. El esquema arquitectónico-escultórico de Santa Maria dei Miracoli también fue esculpido por él.
También diseñó la fachada de la Chiesa del Gesù Vecchio, el pavimento y el interior de Santa Maria Donnaregina Nuova, el altar de San Giuseppe dei Ruffi y los mármoles de Sant'Andrea delle Dame. Colaboró con Lorenzo Vaccaro en varias otras obras.